# Leichtathletik-Europameisterschaften 1974/Kugelstoßen der Frauen

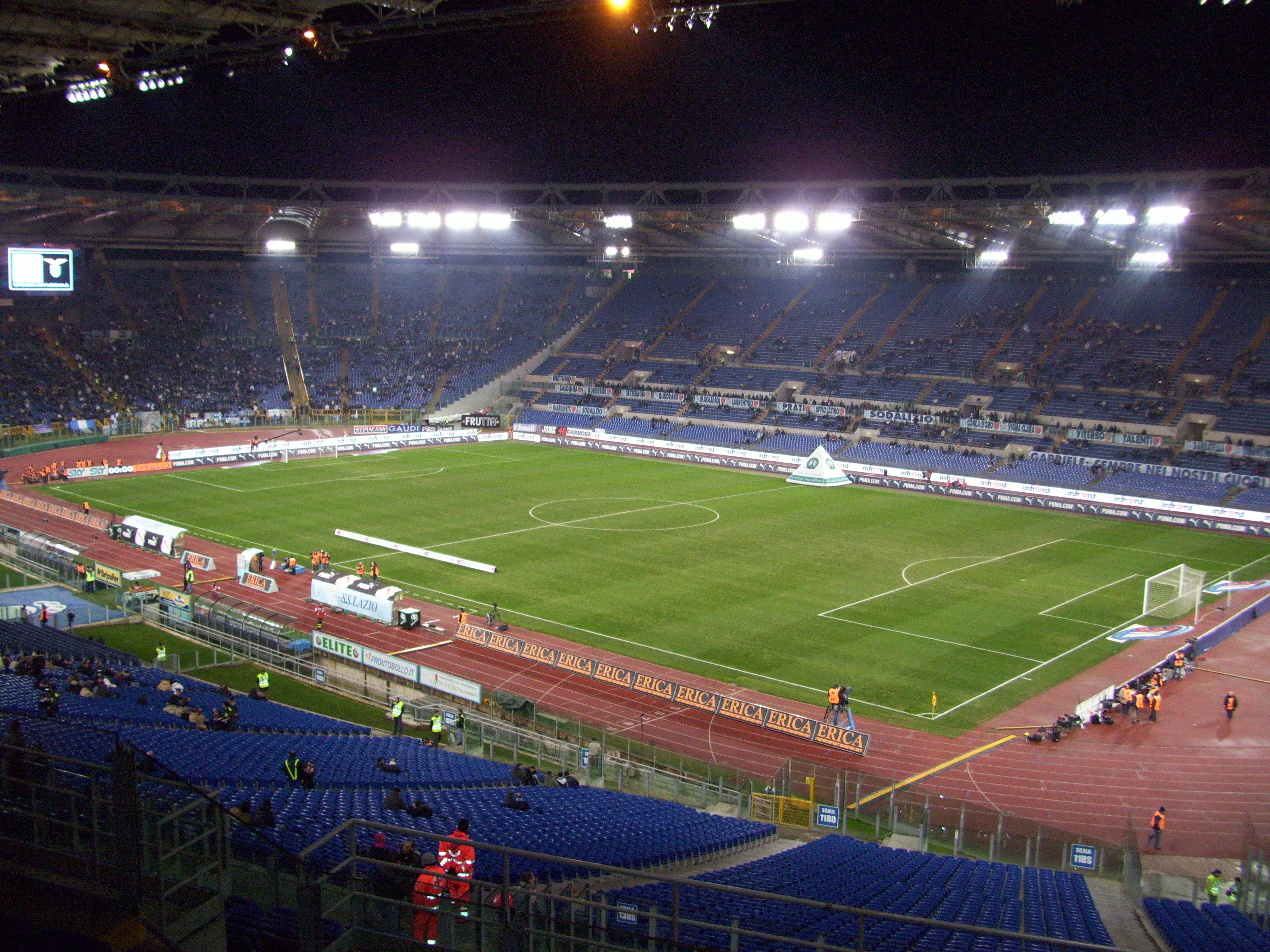
Das Olympiastadion von Rom im Jahr 2009

Das Kugelstoßen der Frauen bei den Leichtathletik-Europameisterschaften 1974 wurde am 2. September 1974 im Olympiastadion von Rom ausgetragen.
Europameisterin wurde die sowjetische Olympiasiegerin von 1972 und Weltrekordinhaberin Nadeschda Tschischowa, die ihren vierten EM-Titel in Folge gewann. Die DDR-Athletin Marianne Adam errang die Silbermedaille. Bronze ging an die Tschechoslowakin Helena Fibingerová.

## Rekorde

### Bestehende Rekorde
| Weltrekord           | 21,20 m | Nadeschda Tschischowa | Lwiw, Sowjetunion (heute Ukraine) | 28. August 1973    |
| Europarekord         | 21,20 m | Nadeschda Tschischowa | Lwiw, Sowjetunion (heute Ukraine) | 28. August 1973    |
| Meisterschaftsrekord | 20,43 m | Nadeschda Tschischowa | EM in Athen, Griechenland         | 16. September 1969 |

### Rekordverbesserung
Die sowjetische Europameisterin Nadeschda Tschischowa verbesserte ihren eigenen EM-Rekord im Wettkampf am 2. September um 35 Zentimeter auf 20,78 m. Zu ihrem eigenen Welt- und Europarekord fehlten ihr 42 Zentimeter.

## Durchführung
Bei nur elf Teilnehmerinnen gab es keine Qualifikation, alle Athletinnen traten gemeinsam zum Finale an.

## Legende
Kurze Übersicht zur Bedeutung der Symbolik – so üblicherweise auch in sonstigen Veröffentlichungen verwendet:
| x  | ungültig           |
| CR | Championshiprekord |

## Ergebnis

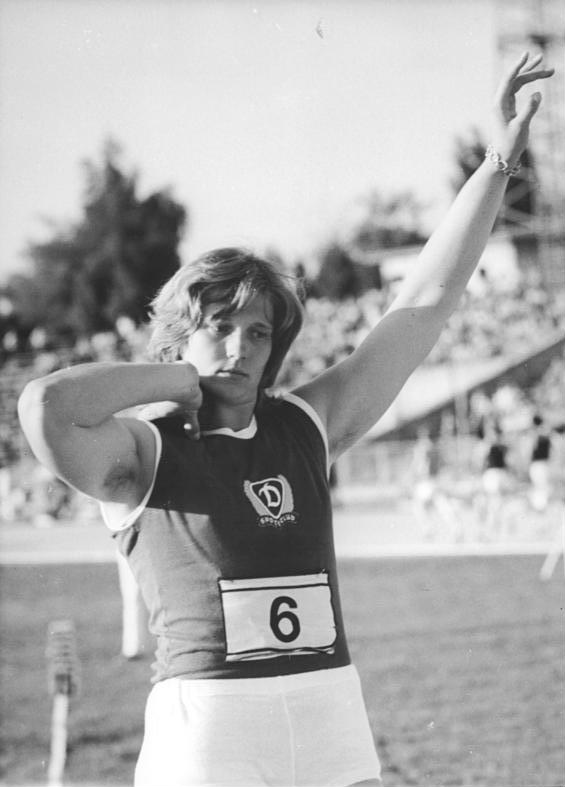
Silbermedaillengewinnerin Marianne Adam

2. September 1974, 16:30 Uhr
| Platz | Name                    | Nation           | Resultat (m) | 1. Versuch (m) | 2. Versuch (m) | 3. Versuch (m) | 4. Versuch (m)                              | 5. Versuch (m)                              | 6. Versuch (m)                              |
| 1     | Nadeschda Tschischowa   | Sowjetunion      | 20,78 CR     | 20,40          | x              | 20,78          | 19,71                                       | 20,19                                       | x                                           |
| 2     | Marianne Adam           | DDR              | 20,43000     | 20,43          | 20,18          | 19,86          | x                                           | 20.09                                       | 20,42                                       |
| 3     | Helena Fibingerová      | Tschechoslowakei | 20,33000     | 20.14          | 20,16          | x              | x                                           | 19,79                                       | 20,33                                       |
| 4     | Iwanka Christowa        | Bulgarien        | 19,17000     | 19,17          | 19,04          | x              | x                                           | 19,02                                       | x                                           |
| 5     | Ludwika Chewińska       | Polen            | 18,98000     | 18,62          | 18,76          | 18,98          | 18,57                                       | 18,62                                       | x                                           |
| 6     | Marita Lange            | DDR              | 18,60000     | 18,31          | 18,53          | 18,60          | x                                           | 18,50                                       | 18,43                                       |
| 7     | Elena Stojanowa         | Bulgarien        | 18,48000     | x              | 18,39          | 18,26          | 18,08                                       | x                                           | 18,48                                       |
| 8     | Swetlana Kratschewskaja | Sowjetunion      | 18,23000     | 17,39          | 18,23          | 18,10          | x                                           | 18,23                                       | 18,05                                       |
| 9     | Jelena Korablewa        | Sowjetunion      | 18,17000     | 18,17          | 17,75          | x              | nicht im Finale der besten acht Athletinnen | nicht im Finale der besten acht Athletinnen | nicht im Finale der besten acht Athletinnen |
| 10    | Radostina Bakhchevanova | Bulgarien        | 17,97000     | 16,36          | 17,97          | x              | nicht im Finale der besten acht Athletinnen | nicht im Finale der besten acht Athletinnen | nicht im Finale der besten acht Athletinnen |
| 11    | Cinzia Petrucci         | Italien          | 14,97000     | 14,97          | x              | x              | nicht im Finale der besten acht Athletinnen | nicht im Finale der besten acht Athletinnen | nicht im Finale der besten acht Athletinnen |

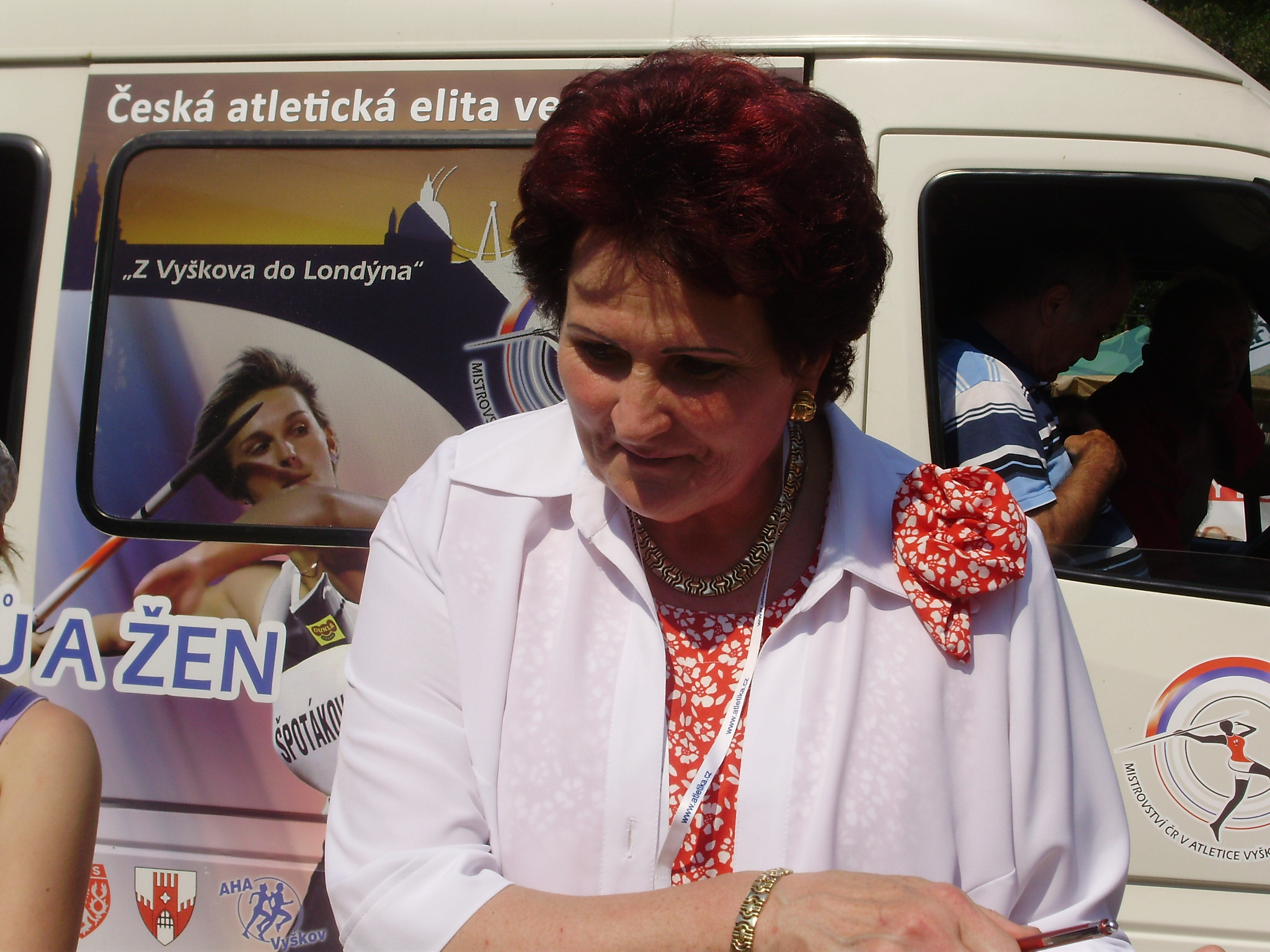
Bronzemedaillengewinnerin Helena Fibingerová (hier im Jahr 2012) – im weiteren Verlauf ihrer erfolgreichen Karriere errang sie Medaillen bei Olympischen Spielen, Welt- und Europameisterschaften – ihr größter Erfolg: der WM-Titel 1983
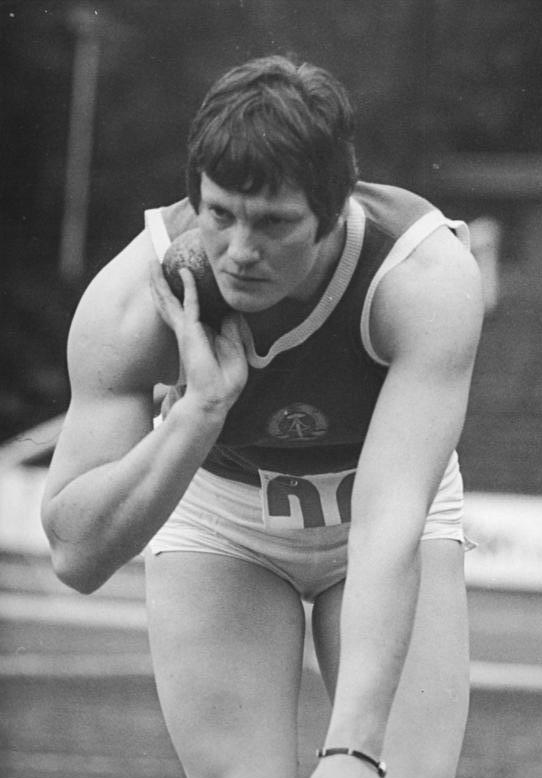
Marita Lange, EM-Dritte 1966/1969, EM-Zweite 1971 und Olympiadritte 1968, kam auf diesmal den sechsten Platz